# エルンスト・ギュンター・フォン・シュレースヴィヒ＝ホルシュタイン＝ゾンダーブルク＝アウグステンブルク
エルンスト・ギュンター・フォン・シュレースヴィヒ＝ホルシュタイン＝ゾンダーブルク＝アウグステンブルク（Ernst Günther Herzog von Schleswig-Holstein-Sonderburg-Augustenburg, 1863年8月11日 - 1921年2月22日）は、ドイツ＝デンマーク系のシュレースヴィヒ＝ホルシュタイン＝ゾンダーブルク＝アウグステンブルク公爵家の家長で、名目上のシュレースヴィヒ＝ホルシュタイン公（1880年 - 1921年）。ドイツ皇帝ヴィルヘルム2世の義弟。

## 生涯
アウグステンブルク公爵家の家長フリードリヒ8世と、その妻でホーエンローエ＝ランゲンブルク侯エルンスト1世の娘であるアーデルハイトの間の三男として、ドルツィヒ・イン・デア・ラウジッツ（現在のポーランド領ルブシュ県ルプスコ）に生まれたが、二人の兄が夭折したため後継ぎとなった。母方の祖母フェオドラ・ツー・ライニンゲンはイギリスのヴィクトリア女王の異父姉であり、長姉のアウグステ・ヴィクトリアはドイツ皇帝ヴィルヘルム2世の皇后だった。
1896年、エルンスト・ギュンターとベルリン社交界の中心人物ヒルデガルト・フォン・シュピッツェンベルク男爵夫人（Hildegard von Spitzemberg）の娘ヨハンナ・フォン・シュピッツェンベルクとの恋愛関係が取りざたされ、ドイツ帝室はこれに大きく動揺した。二人の結婚が検討されたものの、ドイツ皇帝夫妻の断固たる反対に遭ってこの貴賤結婚は実現しなかった。エルンスト・ギュンターは1898年8月2日、コーブルクにおいてザクセン＝コーブルク＝ゴータ公子フィリップの娘ドロテアと結婚した。ドロテアはベルギー王レオポルド2世の孫娘で、ブルガリア王フェルディナントの姪でもあった。
エルンスト・ギュンターは常軌を逸するほど性的に乱脈な生活を送り、売春宿に通いつめ、ベルリン宮廷では彼を「雄羊公爵（„ Rammler“）」と呼んで嘲笑していた。彼のこうした行状は、マスコミの自主規制や宮廷の緘口令によって注意深く隠された。一方、エルンスト・ギュンターは1891年に起きた皇帝の側近たちのスキャンダル暴露事件であるコッツェ事件については、側近たちを非難していたとされている。
1921年、シュレージエンのプリムケナウ（現在のポーランド領ドルヌィ・シロンスク県プシェムクフ）の所領で死去した。妻との間に子供がなかったため、アウグステンブルク公爵家の家督は従弟のアルベルトが引き継いだ。